# Jezdegerd II.
Jezdegerd II. (perzijski: یزدگرد Yazdgerd jæzdˈgʲerd) je bio Veliki kralj Perzije iz dinastije Sasanida (439. – 457.). 
Njegova vladavina bila je obilježena stalnim ratovima: 440./441. izbio je rat s Bizantom. Povod tom ratu je nejasan (vjerojatno car Teodozije II. nije platio danak Perzijancima dogovoren 422. Vidi članak Bahram V.). Taj rat je očito služio Jezdegerdu samo kao demonstracija moći te je već 442. završen. Moguće je da je tada dogovoren i savez dvaju Carstva jer neki armenski izvori izvještavaju da su u jednom Jezdegerdovom vojnom pohodu 443. sudjelovale i rimske trupe. Na sjevernoj granici došlo je iznova do teških borbi s Heftalitima koje je Perzija samo krajnjim naporima uspjela suzbiti.
Jezdegerd II. progonio je kršćane; očito pod pritiskom zoroastrijanskih        svećenika, ali očito i zbog političkih razloga. To je dovelo do ustanka u Armeniji koji je ugušen godine 451. jer se Bizant nije umiješao. 
Jezdegerda je naslijedio najstariji sin Hormizd III.